# Jugoszlávia a 2000. évi nyári olimpiai játékokon
A Jugoszláv Szövetségi Köztársaság az ausztráliai Sydneyben megrendezett 2000. évi nyári olimpiai játékok egyik részt vevő nemzete volt. Az országot az olimpián 14 sportágban 109 sportoló képviselte, akik összesen 3 érmet szereztek.

## Érmesek
| Érem  | Versenyző | Sportág       | Versenyszám     |
| ----- | --- | ------------- | --------------- |
| Arany | Nemzeti válogatott Vladimir Batez Slobodan Boškan Andrija Gerić Nikola Grbić Vladimir Grbić Slobodan Kovač Đula Mešter Vasa Mijić Ivan Miljković Goran Vujević Igor Vušurović                                                         | Röplabda      | Férfi           |
| Ezüst | Jasna Šekarić | Sportlövészet | Női légpisztoly |
| Bronz | Nemzeti válogatott Aleksandar Šapić Aleksandar Šoštar Aleksandar Ćirić Danilo Ikodinović Dejan Savić Jugoslav Vasović Nenad Vukanić Nikola Kuljača Petar Trbojević Predrag Zimonjić Veljko Uskoković Viktor Jelenić Vlada Vujasinović | Vízilabda     | Férfi           |

## Asztalitenisz
Férfi
| Versenyző                       | Versenyszám | Selejtező         | Csoportkör | Csoportkör | 32-es főtábla     | Nyolcaddöntő                                                    | Negyeddöntő       | Elődöntő          | Döntő             | Helyezés |
| Versenyző                       | Versenyszám | Ellenfél Eredmény | Ellenfél Eredmény | Hely.      | Ellenfél Eredmény | Ellenfél Eredmény                                               | Ellenfél Eredmény | Ellenfél Eredmény | Ellenfél Eredmény | Helyezés |
| ------------------------------- | ----------- | ----------------- | --- | ---------- | ----------------- | --------------------------------------------------------------- | ----------------- | ----------------- | ----------------- | -------- |
| Slobodan Grujić                 | Egyes       |                   | L csoport · Peter Akinlabi (NGR) · 21–14, 21–12, 21–18 · I Csholszung (KOR) · 11–21, 19–21, 21–15, 21–14, 17–21                     | 2.         | kiesett           | kiesett                                                         | kiesett           | kiesett           | kiesett           | 33.      |
| Ilija Lupulesku Slobodan Grujić | Páros       | erőnyerő          | H csoport · Ausztrália (AUS) · Brett Clarke · Jeff Plumb · 21–8, 21–7 · Németország (GER) · Jörg Roßkopf · Timo Boll · 21–18, 21–18 | 1.         |                   | Dél-Korea (KOR) · Kim Thekszu · O Szangun · 18–21, 18–21, 13–21 | kiesett           | kiesett           | kiesett           | 9.       |

## Atlétika
Férfi
| Versenyző                                                      | Versenyszám     | Előfutam | Előfutam | Előfutam | Elődöntő | Elődöntő | Elődöntő | Döntő   | Döntő    |
| Versenyző                                                      | Versenyszám     | Idő      | Hely.    | Össz.    | Idő      | Hely.    | Össz.    | Idő     | Helyezés |
| -------------------------------------------------------------- | --------------- | -------- | -------- | -------- | -------- | -------- | -------- | ------- | -------- |
| Darko Radomirović                                              | 1500 m          | 3:43,57  | 10.      | 33.      | kiesett  | kiesett  | kiesett  | kiesett | kiesett  |
| Siniša Peša                                                    | 400 m gát       | 52,14    | 5.       | 54.      | kiesett  | kiesett  | kiesett  | kiesett | kiesett  |
| Slobodan Spasić Predrag Momirović Miloš Šakić Milan Petaković  | 4 × 100 m váltó | 39,99    | 6.       | 31.      | kiesett  | kiesett  | kiesett  | kiesett | kiesett  |
| Branislav Stojanović Slaviša Vraneš Marko Janković Siniša Peša | 4 × 400 m váltó | 3:07,41  | 6.       | 21.      | kiesett  | kiesett  | kiesett  | kiesett | kiesett  |
| Aleksandar Raković                                             | 50 km gyaloglás |          |          |          |          |          |          | 3:49:16 | 11.      |

| Versenyző      | Versenyszám | Selejtező | Selejtező | Döntő    | Döntő    |
| Versenyző      | Versenyszám | Eredmény  | Helyezés  | Eredmény | Helyezés |
| -------------- | ----------- | --------- | --------- | -------- | -------- |
| Dragutin Topić | Magasugrás  | 220 cm    | 21.*      | kiesett  | kiesett  |
| Stevan Zorić   | Magasugrás  | 215 cm    | 27.**     | kiesett  | kiesett  |
| Danial Jahić   | Távolugrás  | 785 cm    | 21.       | kiesett  | kiesett  |
| Zoran Ðurđević | Hármasugrás | 16,31 m   | 26.       | kiesett  | kiesett  |
| Dragan Perić   | Súlylökés   | 19,49 m   | 16.       | kiesett  | kiesett  |

Női
| Versenyző                                                        | Versenyszám     | Előfutam | Előfutam | Előfutam | Negyeddöntő | Negyeddöntő | Negyeddöntő | Elődöntő | Elődöntő | Elődöntő | Döntő         | Döntő         |
| Versenyző                                                        | Versenyszám     | Idő      | Hely.    | Össz.    | Idő         | Hely.       | Össz.       | Idő      | Hely.    | Össz.    | Idő           | Helyezés      |
| ---------------------------------------------------------------- | --------------- | -------- | -------- | -------- | ----------- | ----------- | ----------- | -------- | -------- | -------- | ------------- | ------------- |
| Vukosava Ðapić                                                   | 100 m           | 12,12    | 6.       | 59.      | kiesett     | kiesett     | kiesett     | kiesett  | kiesett  | kiesett  | kiesett       | kiesett       |
| Mila Savić                                                       | 200 m           | 24,12    | 7.       | 45.      | kiesett     | kiesett     | kiesett     | kiesett  | kiesett  | kiesett  | kiesett       | kiesett       |
| Sonja Stolić                                                     | 5000 m          | 15:38,96 | 8.       | 25.      |             |             |             |          |          |          | kiesett       | kiesett       |
| Olivera Jevtić                                                   | 5000 m          | 15:11,25 | 6.       | 11.      |             |             |             |          |          |          | nem ért célba | nem ért célba |
| Olivera Jevtić                                                   | 10 000 m        | 32:06,54 | 4.       | 4.       |             |             |             |          |          |          | 31:29,65      | 11.           |
| Elvira Pančić Mila Savić Biljana Mitrović-Topić Vukosava Ðapić   | 4 × 100 m váltó | 45,02    | 5.       | 21.      |             |             |             | kiesett  | kiesett  | kiesett  | kiesett       | kiesett       |
| Mila Savić Jelena Stanisavljević Vukosava Ðapić Tatjana Lojanica | 4 × 400 m váltó | 3:37,99  | 7.       | 20.      |             |             |             |          |          |          | kiesett       | kiesett       |

| Versenyző                | Versenyszám | Selejtező | Selejtező | Döntő    | Döntő    |
| Versenyző                | Versenyszám | Eredmény  | Helyezés  | Eredmény | Helyezés |
| ------------------------ | ----------- | --------- | --------- | -------- | -------- |
| Marija Martinović-Šestak | Hármasugrás | 13,49 m   | 22.       | kiesett  | kiesett  |

* - egy másik versenyzővel azonos eredményt ért el

** - öt másik versenyzővel azonos eredményt ért el

## Cselgáncs
Női
| Versenyző      | Versenyszám | Selejtező                          | Nyolcaddöntő      | Negyeddöntő       | Elődöntő          | Vigaszág első kör | Vigaszág negyeddöntő | Vigaszág elődöntő | Bronz- mérkőzés   | Döntő             | Helyezés    |
| Versenyző      | Versenyszám | Ellenfél Eredmény                  | Ellenfél Eredmény | Ellenfél Eredmény | Ellenfél Eredmény | Ellenfél Eredmény | Ellenfél Eredmény    | Ellenfél Eredmény | Ellenfél Eredmény | Ellenfél Eredmény | Helyezés    |
| -------------- | ----------- | ---------------------------------- | ----------------- | ----------------- | ----------------- | ----------------- | -------------------- | ----------------- | ----------------- | ----------------- | ----------- |
| Mara Kovačević | Nehézsúly   | Brigitte Olivier (BEL) · 0000-0010 | kiesett           | kiesett           | kiesett           |                   |                      |                   |                   |                   | helyezetlen |

## Evezés
Férfi
| Versenyző                                                 | Versenyszám              | Előfutam | Előfutam | Vigaszág | Vigaszág | Elődöntő | Elődöntő | Elődöntő | Döntő | Döntő   | Döntő | Helyezés |
| Versenyző                                                 | Versenyszám              | Idő      | Hely.    | Idő      | Hely.    | Típus    | Idő      | Hely.    | Típus | Idő     | Hely. | Helyezés |
| --------------------------------------------------------- | ------------------------ | -------- | -------- | -------- | -------- | -------- | -------- | -------- | ----- | ------- | ----- | -------- |
| Đorđe Višacki Nikola Stojić                               | Kormányos nélküli kettes | 6:42,62  | 1.       |          |          | A/B      | 6:34,93  | 2.       | A     | 6:38,70 | 5.    | 5.       |
| Filip Filipić Ivan Smiljanić Boban Ranković Mladen Stegić | Kormányos nélküli négyes | 6:16,46  | 5.       | 6:09,69  | 1.       | A/B      | 6:08,82  | 5.       | B     | 6:01,54 | 2.    | 8.       |

## Kajak-kenu

### Síkvízi
Férfi
| Versenyző                                         | Versenyszám         | Előfutam | Előfutam | Előfutam | Elődöntő | Elődöntő | Elődöntő | Döntő    | Döntő    |
| Versenyző                                         | Versenyszám         | Idő      | Hely.    | Össz.    | Idő      | Hely.    | Össz.    | Idő      | Helyezés |
| ------------------------------------------------- | ------------------- | -------- | -------- | -------- | -------- | -------- | -------- | -------- | -------- |
| Ognjen Filipović                                  | Kajak egyes 500 m   | 1:43,097 | 3.       | 18.      | 1:43,434 | 7.       | 21.      | kiesett  | kiesett  |
| Igor Kovačić Saša Vujanić Jožef Šoti Dragan Zorić | Kajak négyes 1000 m | 3:04,432 | 6.       | 10.      | 3:02,713 | 3.       | 3.       | 3:02,316 | 9.       |

Női
| Versenyző     | Versenyszám       | Előfutam | Előfutam | Előfutam | Elődöntő | Elődöntő | Elődöntő | Döntő    | Döntő    |
| Versenyző     | Versenyszám       | Idő      | Hely.    | Össz.    | Idő      | Hely.    | Össz.    | Idő      | Helyezés |
| ------------- | ----------------- | -------- | -------- | -------- | -------- | -------- | -------- | -------- | -------- |
| Janics Natasa | Kajak egyes 500 m | 1:54,395 | 5.       | 8.       | 1:55,482 | 2.       | 2.       | 2:16,506 | 4.       |

## Kézilabda

### Férfi
| Jugoszláv férfi kézilabdacsapat-játékoskeret                                                                                          | Jugoszláv férfi kézilabdacsapat-játékoskeret                                                                                   |
| --- | --- |
| - Aleksandar Knežević - Sterbik Árpád - Dejan Perić - Dragan Škrbić - Goran Ðukanović - Igor Butulija - Ivan Lapčević - Nebojša Golić | - Nedeljko Jovanović - Nenad Peruničić - Petar Kapisoda - Ratko Nikolić - Ratko Ðurković - Vladan Matić - Žikica Milosavljević |

#### Eredmények
Csoportkör
A csoport
| Csapat            | M | Gy | D | V | G+  | G–  | Gk  | P |
| ----------------- | - | -- | - | - | --- | --- | --- | - |
| Oroszország (RUS) | 5 | 4  | 0 | 1 | 129 | 121 | +8  | 8 |
| Németország (GER) | 5 | 3  | 1 | 1 | 128 | 113 | +15 | 7 |
| Jugoszlávia (SCG) | 5 | 3  | 0 | 2 | 130 | 127 | +3  | 6 |
| Egyiptom (EGY)    | 5 | 3  | 0 | 2 | 122 | 115 | +7  | 6 |
| Dél-Korea (KOR)   | 5 | 1  | 1 | 3 | 128 | 131 | –3  | 3 |
| Kuba (CUB)        | 5 | 0  | 0 | 5 | 128 | 158 | –30 | 0 |

| 2000. szeptember 16. 14:30 | Jugoszlávia (SCG)     | 25–24   | Dél-Korea (KOR)               | Játékvezetők: Peter Hansson, Peter Olsson (SWE) |
| 2000. szeptember 16. 14:30 | Jovanović, Butulija 6 | (12–10) | Jun Gjongszin, Pek Voncshol 6 | Játékvezetők: Peter Hansson, Peter Olsson (SWE) |
| 2000. szeptember 16. 14:30 | 4× 2× 1×              |         | 2× 3×                         | Játékvezetők: Peter Hansson, Peter Olsson (SWE) |

| 2000. szeptember 18. 14:30 | Egyiptom (EGY) | 22–25   | Jugoszlávia (SCG) | Játékvezetők: Ramon Gallego Santos, Victor Pedro Lamas Perez (ESP) |
| 2000. szeptember 18. 14:30 | Moemen 9       | (14–11) | Škrbić 6          | Játékvezetők: Ramon Gallego Santos, Victor Pedro Lamas Perez (ESP) |
| 2000. szeptember 18. 14:30 | 1× 2×          |         | 7× 4×             | Játékvezetők: Ramon Gallego Santos, Victor Pedro Lamas Perez (ESP) |

| 2000. szeptember 20. 21:30 | Jugoszlávia (SCG) | 22–28   | Németország (GER) | Játékvezetők: Svein Olav Oie, Bjorn Hogsnes (NOR) |
| 2000. szeptember 20. 21:30 | Knežević 5        | (11–13) | Kehrmann 7        | Játékvezetők: Svein Olav Oie, Bjorn Hogsnes (NOR) |
| 2000. szeptember 20. 21:30 | 3× 4×             |         | 5× 2×             | Játékvezetők: Svein Olav Oie, Bjorn Hogsnes (NOR) |

| 2000. szeptember 22. 11:30 | Jugoszlávia (SCG) | 33–26   | Kuba (CUB) | Játékvezetők: Jan Boye, Bjarne-Munk Jensen (DEN) |
| 2000. szeptember 22. 11:30 | három játékos 6   | (16–10) | Uríos 7    | Játékvezetők: Jan Boye, Bjarne-Munk Jensen (DEN) |
| 2000. szeptember 22. 11:30 | 9× 3× 1×          |         | 6× 3× 1×   | Játékvezetők: Jan Boye, Bjarne-Munk Jensen (DEN) |

| 2000. szeptember 24. 21:30 | Oroszország (RUS)    | 27–25   | Jugoszlávia (SCG)  | Játékvezetők: Francois Garcia, Jean-Pierre Moreno (FRA) |
| 2000. szeptember 24. 21:30 | Koksarov, Voronyin 8 | (14–12) | Butulija, Škrbić 6 | Játékvezetők: Francois Garcia, Jean-Pierre Moreno (FRA) |
| 2000. szeptember 24. 21:30 | 3× 3×                |         | 2× 3×              | Játékvezetők: Francois Garcia, Jean-Pierre Moreno (FRA) |

Negyeddöntő
| 2000. szeptember 26. 19:30 | Jugoszlávia (SCG)   | 26–21  | Franciaország (FRA) | Játékvezetők: Jan Boye, Bjarne-Munk Jensen (DEN) |
| 2000. szeptember 26. 19:30 | Jovanović, Škrbić 7 | (10–9) | Anquetil 5          | Játékvezetők: Jan Boye, Bjarne-Munk Jensen (DEN) |
| 2000. szeptember 26. 19:30 | 6× 3×               |        | 3× 3×               | Játékvezetők: Jan Boye, Bjarne-Munk Jensen (DEN) |

Elődöntők
| 2000. szeptember 29. 14:30 | Oroszország (RUS) | 29–26   | Jugoszlávia (SCG) | Játékvezetők: Vaclav Kohout, Ivan Dolejs (CZE) |
| 2000. szeptember 29. 14:30 | Koksarov 9        | (14–15) | Ðukanović 6       | Játékvezetők: Vaclav Kohout, Ivan Dolejs (CZE) |
| 2000. szeptember 29. 14:30 | 8× 3×             |         | 6× 3× 1×          | Játékvezetők: Vaclav Kohout, Ivan Dolejs (CZE) |

Bronzmérkőzés
| 2000. szeptember 30. 19:30 | Jugoszlávia (SCG)       | 22–26  | Spanyolország (ESP) | Játékvezetők: Jan Boye, Bjarne-Munk Jensen (DEN) |
| 2000. szeptember 30. 19:30 | Milosavljević, Škrbić 6 | (9–12) | Ortega 7            | Játékvezetők: Jan Boye, Bjarne-Munk Jensen (DEN) |
| 2000. szeptember 30. 19:30 | 7× 3×                   |        | 7× 3×               | Játékvezetők: Jan Boye, Bjarne-Munk Jensen (DEN) |

| Csapat            | Helyezés |
| ----------------- | -------- |
| Jugoszlávia (SCG) | 4.       |

## Kosárlabda

### Férfi
| Jugoszláv férfi kosárlabdacsapat-játékoskeret                                                                  | Jugoszláv férfi kosárlabdacsapat-játékoskeret                                                            |
| --- | --- |
| - Dejan Bodiroga - Predrag Danilović - Peja Drobnjak - Nikola Jestratijević - Dragan Lukovski - Saša Obradović | - Igor Rakočević - Željko Rebrača - Vlado Šćepanović - Peja Stojaković - Dragan Tarlać - Dejan Tomašević |

#### Eredmények
Csoportkör
B csoport
| Csapat              | M | Gy | V | P+  | P–  | Pk   | P |
| ------------------- | - | -- | - | --- | --- | ---- | - |
| Kanada (CAN)        | 5 | 4  | 1 | 433 | 373 | +60  | 9 |
| Jugoszlávia (YUG)   | 5 | 4  | 1 | 372 | 338 | +34  | 9 |
| Ausztrália (AUS)    | 5 | 3  | 2 | 408 | 407 | +1   | 8 |
| Oroszország (RUS)   | 5 | 3  | 2 | 367 | 328 | +39  | 8 |
| Spanyolország (ESP) | 5 | 1  | 4 | 349 | 376 | –27  | 6 |
| Angola (ANG)        | 5 | 0  | 5 | 303 | 410 | –107 | 5 |

| 2000. szeptember 17. 14:30 | Jugoszlávia (SCG)     | 66–60     | Oroszország (RUS) | Nézőszám: 8353 |
| 2000. szeptember 17. 14:30 | (27–28) Jegyzőkönyv   |           |                   | Nézőszám: 8353 |
| 2000. szeptember 17. 14:30 | Rebrača 18            | Pont      | Panov 13          | Nézőszám: 8353 |
| 2000. szeptember 17. 14:30 | Drobnjak 6            | Lepattanó | három játékos 5   | Nézőszám: 8353 |
| 2000. szeptember 17. 14:30 | Obradović, Lukovski 3 | Gólpassz  | három játékos 2   | Nézőszám: 8353 |

| 2000. szeptember 19. 21:30 | Ausztrália (AUS)    | 66–80     | Jugoszlávia (SCG) | Nézőszám: 8406 |
| 2000. szeptember 19. 21:30 | (28–45) Jegyzőkönyv |           |                   | Nézőszám: 8406 |
| 2000. szeptember 19. 21:30 | Gaze 21             | Pont      | Bodiroga 19       | Nézőszám: 8406 |
| 2000. szeptember 19. 21:30 | Longley 5           | Lepattanó | Tomašević 8       | Nézőszám: 8406 |
| 2000. szeptember 19. 21:30 | Heal 6              | Gólpassz  | Bodiroga 6        | Nézőszám: 8406 |

| 2000. szeptember 21. 19:30 | Jugoszlávia (SCG)   | 73–64     | Angola (ANG) | Nézőszám: 8391 |
| 2000. szeptember 21. 19:30 | (39–32) Jegyzőkönyv |           |              | Nézőszám: 8391 |
| 2000. szeptember 21. 19:30 | Tomašević 17        | Pont      | Chipongue 15 | Nézőszám: 8391 |
| 2000. szeptember 21. 19:30 | Tomašević 11        | Lepattanó | Lutonda 6    | Nézőszám: 8391 |
| 2000. szeptember 21. 19:30 | Lukovski 4          | Gólpassz  | Lutonda 6    | Nézőszám: 8391 |

| 2000. szeptember 23. 11:30 | Spanyolország (ESP) | 65–78     | Jugoszlávia (SCG) | Nézőszám: 8365 |
| 2000. szeptember 23. 11:30 | (30–32) Jegyzőkönyv |           |                   | Nézőszám: 8365 |
| 2000. szeptember 23. 11:30 | Herreros 16         | Pont      | Danilović 14      | Nézőszám: 8365 |
| 2000. szeptember 23. 11:30 | Dueñas 10           | Lepattanó | Rebrača 6         | Nézőszám: 8365 |
| 2000. szeptember 23. 11:30 | López, Rodríguez 3  | Gólpassz  | Danilović 4       | Nézőszám: 8365 |

| 2000. szeptember 25. 19:30 | Jugoszlávia (SCG)   | 75–83     | Kanada (CAN) | Nézőszám: 8398 |
| 2000. szeptember 25. 19:30 | (42–33) Jegyzőkönyv |           |              | Nézőszám: 8398 |
| 2000. szeptember 25. 19:30 | Danilović 20        | Pont      | Nash 26      | Nézőszám: 8398 |
| 2000. szeptember 25. 19:30 | Tarlać, Tomašević 7 | Lepattanó | Nash 8       | Nézőszám: 8398 |
| 2000. szeptember 25. 19:30 | Lukovski 4          | Gólpassz  | Nash 8       | Nézőszám: 8398 |

Negyeddöntők
| 2000. szeptember 28. 20:00 | Jugoszlávia (SCG)   | 63–76     | Litvánia (LTU) | Nézőszám: 14 260 Játékvezetők: Nikolaos Pitsilkas (GRE), Renato Santos (BRA) |
| 2000. szeptember 28. 20:00 | (32–37) Jegyzőkönyv |           |                | Nézőszám: 14 260 Játékvezetők: Nikolaos Pitsilkas (GRE), Renato Santos (BRA) |
| 2000. szeptember 28. 20:00 | Stojaković 20       | Pont      | Einikis 26     | Nézőszám: 14 260 Játékvezetők: Nikolaos Pitsilkas (GRE), Renato Santos (BRA) |
| 2000. szeptember 28. 20:00 | Tomašević 8         | Lepattanó | Einikis 8      | Nézőszám: 14 260 Játékvezetők: Nikolaos Pitsilkas (GRE), Renato Santos (BRA) |
| 2000. szeptember 28. 20:00 | Tomašević 2         | Gólpassz  | Jasikevičius 4 | Nézőszám: 14 260 Játékvezetők: Nikolaos Pitsilkas (GRE), Renato Santos (BRA) |

Az 5. helyért
| 2000. szeptember 30. 14:00 | Olaszország (ITA)   | 69–59     | Jugoszlávia (SCG) | Nézőszám: 14 604 Játékvezetők: Carl Jungebrand (FIN), Mike Thomson (CAN) |
| 2000. szeptember 30. 14:00 | (33–31) Jegyzőkönyv |           |                   | Nézőszám: 14 604 Játékvezetők: Carl Jungebrand (FIN), Mike Thomson (CAN) |
| 2000. szeptember 30. 14:00 | Fucka 17            | Pont      | Tomašević 13      | Nézőszám: 14 604 Játékvezetők: Carl Jungebrand (FIN), Mike Thomson (CAN) |
| 2000. szeptember 30. 14:00 | Meneghin 9          | Lepattanó | Stojaković 6      | Nézőszám: 14 604 Játékvezetők: Carl Jungebrand (FIN), Mike Thomson (CAN) |
| 2000. szeptember 30. 14:00 | Basile 5            | Gólpassz  | hét játékos 1     | Nézőszám: 14 604 Játékvezetők: Carl Jungebrand (FIN), Mike Thomson (CAN) |

| Csapat            | Helyezés |
| ----------------- | -------- |
| Jugoszlávia (SCG) | 6.       |

## Ökölvívás
| Versenyző      | Versenyszám | Selejtező                       | Nyolcaddöntő      | Negyeddöntő       | Elődöntő          | Döntő             | Helyezés |
| Versenyző      | Versenyszám | Ellenfél Eredmény               | Ellenfél Eredmény | Ellenfél Eredmény | Ellenfél Eredmény | Ellenfél Eredmény | Helyezés |
| -------------- | ----------- | ------------------------------- | ----------------- | ----------------- | ----------------- | ----------------- | -------- |
| Geard Ajetović | Váltósúly   | Parkpoom Jangphonak (THA) · 9-9 | kiesett           | kiesett           | kiesett           | kiesett           | 17.      |

## Röplabda

### Férfi
| Jugoszláv férfi röplabdacsapat-játékoskeret                                                         | Jugoszláv férfi röplabdacsapat-játékoskeret                                  |
| --------------------------------------------------------------------------------------------------- | ---------------------------------------------------------------------------- |
| - Vladimir Batez - Slobodan Boškan - Andrija Gerić - Nikola Grbić - Vladimir Grbić - Slobodan Kovač | - Đula Mešter - Vasa Mijić - Ivan Miljković - Goran Vujević - Igor Vušurović |

#### Eredmények
Csoportkör
|                        |      | Mérkőzések | Mérkőzések | Szettek | Szettek | Szettek | Pontok | Pontok | Pontok |
| Csapat                 | Pont | Gy         | V          | Sz+     | Sz–     | SzA     | P+     | P–     | PA     |
| ---------------------- | ---- | ---------- | ---------- | ------- | ------- | ------- | ------ | ------ | ------ |
| Olaszország (ITA)      | 10   | 5          | 0          | 15      | 4       | 3,750   | 482    | 421    | 1,145  |
| Oroszország (RUS)      | 9    | 4          | 1          | 13      | 7       | 1,857   | 465    | 443    | 1,050  |
| Jugoszlávia (SCG)      | 8    | 3          | 2          | 12      | 9       | 1,333   | 489    | 461    | 1,061  |
| Argentína (ARG)        | 7    | 2          | 3          | 7       | 11      | 0,636   | 409    | 446    | 0,917  |
| Dél-Korea (KOR)        | 6    | 1          | 4          | 8       | 14      | 0,571   | 491    | 504    | 0,974  |
| Egyesült Államok (USA) | 5    | 0          | 5          | 5       | 15      | 0,333   | 417    | 478    | 0,872  |

| 2000. szeptember 17. 12:30 | Oroszország (RUS)            | 3–1 | Jugoszlávia (SCG) | Nézőszám: 8056 Játékvezető: Takashi Shimoyama (JPN), Josebel Palmeirim (BRA) |
| 2000. szeptember 17. 12:30 | (19–25, 25–23, 25–23, 25–20) |     |                   | Nézőszám: 8056 Játékvezető: Takashi Shimoyama (JPN), Josebel Palmeirim (BRA) |

| 2000. szeptember 19. 20:30 | Jugoszlávia (SCG)                   | 2–3 | Olaszország (ITA) | Nézőszám: 8199 Játékvezető: Jarmo Tapio Salonen (FIN), Stoyan Kostov Stoyanov (BUL) |
| 2000. szeptember 19. 20:30 | (19–25, 25–19, 22–25, 33–31, 20–22) |     |                   | Nézőszám: 8199 Játékvezető: Jarmo Tapio Salonen (FIN), Stoyan Kostov Stoyanov (BUL) |

| 2000. szeptember 21. 12:00 | Egyesült Államok (USA) | 0–3 | Jugoszlávia (SCG) | Nézőszám: 4348 Játékvezető: Josebel Palmeirim (BRA), Wang Ning (CHN) |
| 2000. szeptember 21. 12:00 | (15–25, 20–25, 23–25)  |     |                   | Nézőszám: 4348 Játékvezető: Josebel Palmeirim (BRA), Wang Ning (CHN) |

| 2000. szeptember 23. 12:05 | Jugoszlávia (SCG)            | 3–1 | Argentína (ARG) | Nézőszám: 4656 Játékvezető: Wang Ning (CHN), Fernando Nava (MEX) |
| 2000. szeptember 23. 12:05 | (21–25, 25–15, 25–23, 25–22) |     |                 | Nézőszám: 4656 Játékvezető: Wang Ning (CHN), Fernando Nava (MEX) |

| 2000. szeptember 25. 14:30 | Dél-Korea (KOR)                    | 2–3 | Jugoszlávia (SCG) | Nézőszám: 8149 Játékvezető: Josebel Palmeirim (BRA), Jose Ramon Perez Vento (CUB) |
| 2000. szeptember 25. 14:30 | (26–24, 20–25, 23–25, 25–19, 8–15) |     |                   | Nézőszám: 8149 Játékvezető: Josebel Palmeirim (BRA), Jose Ramon Perez Vento (CUB) |

Negyeddöntő
| 2000. szeptember 27. 20:40 | Hollandia (NED)                     | 2–3 | Jugoszlávia (SCG) | Nézőszám: 8683 Játékvezető: Hóbor Béla (HUN), Jarmo Tapio Salonen (FIN) |
| 2000. szeptember 27. 20:40 | (21–25, 25–18, 18–25, 32–30, 15–17) |     |                   | Nézőszám: 8683 Játékvezető: Hóbor Béla (HUN), Jarmo Tapio Salonen (FIN) |

Elődöntő
| 2000. szeptember 29. 20:45 | Jugoszlávia (SCG)     | 3–0 | Olaszország (ITA) | Nézőszám: 8577 Játékvezető: Takashi Shimoyama (JPN), Themistoklis Kalpaktsoglou (GRE) |
| 2000. szeptember 29. 20:45 | (27–25, 34–32, 25–14) |     |                   | Nézőszám: 8577 Játékvezető: Takashi Shimoyama (JPN), Themistoklis Kalpaktsoglou (GRE) |

Döntő
| 2000. október 1. 14:30 | Oroszország (RUS)     | 0–3 | Jugoszlávia (SCG) | Nézőszám: 9444 Játékvezető: Juan Angel Pereyra (ARG), Hóbor Béla (HUN) |
| 2000. október 1. 14:30 | (22–25, 22–25, 20–25) |     |                   | Nézőszám: 9444 Játékvezető: Juan Angel Pereyra (ARG), Hóbor Béla (HUN) |

| Csapat            | Helyezés |
| ----------------- | -------- |
| Jugoszlávia (SCG) |          |

## Sportlövészet
Férfi
| Versenyző           | Versenyszám           | Selejtező | Selejtező | Döntő   | Döntő    |
| Versenyző           | Versenyszám           | Pont      | Helyezés  | Pont    | Helyezés |
| ------------------- | --------------------- | --------- | --------- | ------- | -------- |
| Nemanja Mirosavljev | Sportpuska, összetett | 1161      | 15.**     | kiesett | kiesett  |
| Nemanja Mirosavljev | Légpuska              | 587       | 27.***    | kiesett | kiesett  |
| Stevan Pletikosić   | Légpuska              | 583       | 38.**     | kiesett | kiesett  |
| Stevan Pletikosić   | Sportpuska, összetett | 1156      | 29.*      | kiesett | kiesett  |
| Stevan Pletikosić   | Sportpuska, fekvő     | 591       | 30.***    | kiesett | kiesett  |
| Goran Maksimović    | Sportpuska, fekvő     | 589       | 35.**     | kiesett | kiesett  |

Női
| Versenyző         | Versenyszám           | Selejtező | Selejtező  | Döntő   | Döntő    |
| Versenyző         | Versenyszám           | Pont      | Helyezés   | Pont    | Helyezés |
| ----------------- | --------------------- | --------- | ---------- | ------- | -------- |
| Jasna Šekarić     | Légpisztoly           | 388       | 2.*        | 486,5   |          |
| Jasna Šekarić     | Sportpisztoly         | 577       | 17.        | kiesett | kiesett  |
| Binder Aranka     | Sportpuska, összetett | 572       | 23.**      | kiesett | kiesett  |
| Binder Aranka     | Légpuska              | 392       | 15.****    | kiesett | kiesett  |
| Aleksandra Ivošev | Légpuska              | 391       | 20.******* | kiesett | kiesett  |
| Aleksandra Ivošev | Sportpuska, összetett | 573       | 22.        | kiesett | kiesett  |

* - egy másik versenyzővel azonos eredményt ért el

** - két másik versenyzővel azonos eredményt ért el

*** - három másik versenyzővel azonos eredményt ért el

**** - négy másik versenyzővel azonos eredményt ért el

******* - hét másik versenyzővel azonos eredményt ért el

## Tenisz
Férfi
| Versenyző                  | Versenyszám | 32-es főtábla                                                    | Nyolcaddöntő      | Negyeddöntő       | Elődöntő          | Bronz- mérkőzés   | Döntő             | Helyezés |
| Versenyző                  | Versenyszám | Ellenfél Eredmény                                                | Ellenfél Eredmény | Ellenfél Eredmény | Ellenfél Eredmény | Ellenfél Eredmény | Ellenfél Eredmény | Helyezés |
| -------------------------- | ----------- | ---------------------------------------------------------------- | ----------------- | ----------------- | ----------------- | ----------------- | ----------------- | -------- |
| Dušan Vemić Nenad Zimonjić | Páros       | Franciaország (FRA) · Arnaud Clément · Nicolas Escudé · 3–6, 3–6 | kiesett           | kiesett           | kiesett           | kiesett           | kiesett           | 17.      |

## Úszás
Férfi
| Versenyző       | Versenyszám    | Előfutam | Előfutam | Előfutam | Elődöntő | Elődöntő | Elődöntő | Döntő   | Döntő    |
| Versenyző       | Versenyszám    | Idő      | Hely.    | Össz.    | Idő      | Hely.    | Össz.    | Idő     | Helyezés |
| --------------- | -------------- | -------- | -------- | -------- | -------- | -------- | -------- | ------- | -------- |
| Nebojša Bikić   | 50 m gyors     | 23,57    | 4.       | 43.      | kiesett  | kiesett  | kiesett  | kiesett | kiesett  |
| Nikola Kalabić  | 100 m gyors    | 51,82    | 1.       | 39.      | kiesett  | kiesett  | kiesett  | kiesett | kiesett  |
| Nikola Kalabić  | 200 m gyors    | 1:54,75  | 4.       | 41.      | kiesett  | kiesett  | kiesett  | kiesett | kiesett  |
| Milorad Čavić   | 100 m hát      | 58,25    | 7.       | 42.      | kiesett  | kiesett  | kiesett  | kiesett | kiesett  |
| Milorad Čavić   | 100 m pillangó | kizárták | kizárták | kizárták | kiesett  | kiesett  | kiesett  | kiesett | kiesett  |
| Miloš Cerović   | 200 m hát      | 2:09,07  | 5.       | 43.      | kiesett  | kiesett  | kiesett  | kiesett | kiesett  |
| Nikola Savčić   | 100 m mell     | 1:04,64  | 4.       | 42.      | kiesett  | kiesett  | kiesett  | kiesett | kiesett  |
| Vladan Marković | 200 m pillangó | 2:00,11  | 1.       | 21.      | kiesett  | kiesett  | kiesett  | kiesett | kiesett  |
| Đorđe Filipović | 200 m vegyes   | 2:09,58  | 3.       | 49.      | kiesett  | kiesett  | kiesett  | kiesett | kiesett  |

Női
| Versenyző          | Versenyszám | Előfutam | Előfutam | Előfutam | Elődöntő | Elődöntő | Elődöntő | Döntő   | Döntő    |
| Versenyző          | Versenyszám | Idő      | Hely.    | Össz.    | Idő      | Hely.    | Össz.    | Idő     | Helyezés |
| ------------------ | ----------- | -------- | -------- | -------- | -------- | -------- | -------- | ------- | -------- |
| Duška Radan        | 50 m gyors  | 27,70    | 4.       | 53.      | kiesett  | kiesett  | kiesett  | kiesett | kiesett  |
| Marica Stražmešter | 100 m hát   | 1:07,21  | 2.       | 41.      | kiesett  | kiesett  | kiesett  | kiesett | kiesett  |
| Marica Stražmešter | 200 m hát   | 2:22,59  | 1.       | 31.      | kiesett  | kiesett  | kiesett  | kiesett | kiesett  |

## Vívás
Női
| Versenyző          | Versenyszám       | Selejtező                  | 32-es főtábla                      | Nyolcaddöntő      | Negyeddöntő       | Elődöntő          | Bronz- mérkőzés   | Döntő             | Helyezés |
| Versenyző          | Versenyszám       | Ellenfél Eredmény          | Ellenfél Eredmény                  | Ellenfél Eredmény | Ellenfél Eredmény | Ellenfél Eredmény | Ellenfél Eredmény | Ellenfél Eredmény | Helyezés |
| ------------------ | ----------------- | -------------------------- | ---------------------------------- | ----------------- | ----------------- | ----------------- | ----------------- | ----------------- | -------- |
| Tamara Savić-Šotra | Párbajtőr, egyéni | Silvia Lesoil (NOR) · 15-8 | Laura Flessel-Colovic (FRA) · 9-15 | kiesett           | kiesett           | kiesett           | kiesett           | kiesett           | 31.      |

## Vízilabda

### Férfi
| Jugoszláv férfi vízilabdacsapat-játékoskeret                                                                                  | Jugoszláv férfi vízilabdacsapat-játékoskeret                                                                   |
| --- | --- |
| - Aleksandar Ćirić - Danilo Ikodinović - Viktor Jelenić - Nikola Kuljača - Aleksandar Šapić - Dejan Savić - Aleksandar Šoštar | - Petar Trbojević - Veljko Uskoković - Jugoslav Vasović - Vlada Vujasinović - Nenad Vukanić - Predrag Zimonjić |

#### Eredmények
Csoportkör
B csoport
| Csapat                 | M | Gy | D | V | G+ | G– | Gk  | P |
| ---------------------- | - | -- | - | - | -- | -- | --- | - |
| Jugoszlávia (YUG)      | 5 | 4  | 1 | 0 | 41 | 22 | +19 | 9 |
| Horvátország (CRO)     | 5 | 4  | 1 | 0 | 42 | 30 | +12 | 9 |
| Magyarország (HUN)     | 5 | 3  | 0 | 2 | 49 | 39 | +10 | 6 |
| Egyesült Államok (USA) | 5 | 2  | 0 | 3 | 42 | 39 | +3  | 4 |
| Hollandia (NED)        | 5 | 1  | 0 | 4 | 34 | 55 | –21 | 2 |
| Görögország (GRE)      | 5 | 0  | 0 | 5 | 22 | 45 | –23 | 0 |

| 2000. szeptember 23. 12:00 | Jugoszlávia (SCG)    | 9–1 | Hollandia (NED) | Játékvezetők: Angel Moliner Molins (ESP), Gaetan Wilfrid Turcotte (CAN) |
| 2000. szeptember 23. 12:00 | (3–0, 3–1, 2–0, 1–0) |     |                 | Játékvezetők: Angel Moliner Molins (ESP), Gaetan Wilfrid Turcotte (CAN) |
| 2000. szeptember 23. 12:00 | Šapić 3              |     | Uri 1           | Játékvezetők: Angel Moliner Molins (ESP), Gaetan Wilfrid Turcotte (CAN) |

| 2000. szeptember 24. 14:30 | Egyesült Államok (USA) | 5–8 | Jugoszlávia (SCG) | Játékvezetők: Angel Moliner Molins (ESP), Gad-Shimon Schwartz (ISR) |
| 2000. szeptember 24. 14:30 | (1–3, 2–2, 1–2, 1–1)   |     |                   | Játékvezetők: Angel Moliner Molins (ESP), Gad-Shimon Schwartz (ISR) |
| 2000. szeptember 24. 14:30 | öt játékos 1           |     | Šapić 4           | Játékvezetők: Angel Moliner Molins (ESP), Gad-Shimon Schwartz (ISR) |

| 2000. szeptember 25. 19:15 | Jugoszlávia (SCG)    | 10–3 | Görögország (GRE) | Játékvezetők: Peter Henry Kerr (AUS), Alan Balfanbayev (KAZ) |
| 2000. szeptember 25. 19:15 | (4–2, 2–1, 3–0, 1–0) |      |                   | Játékvezetők: Peter Henry Kerr (AUS), Alan Balfanbayev (KAZ) |
| 2000. szeptember 25. 19:15 | három játékos 2      |      | három játékos 1   | Játékvezetők: Peter Henry Kerr (AUS), Alan Balfanbayev (KAZ) |

| 2000. szeptember 26. 19:15 | Horvátország (CRO)   | 4–4 | Jugoszlávia (SCG) | Játékvezetők: Renato Dani (ITA), Andrei Afanasiev (RUS) |
| 2000. szeptember 26. 19:15 | (1–2, 0–0, 2–1, 1–1) |     |                   | Játékvezetők: Renato Dani (ITA), Andrei Afanasiev (RUS) |
| 2000. szeptember 26. 19:15 | Šimenc 3             |     | Šapić 2           | Játékvezetők: Renato Dani (ITA), Andrei Afanasiev (RUS) |

| 2000. szeptember 27. 09:30 | Jugoszlávia (SCG)    | 10–9 | Magyarország (HUN) | Játékvezetők: Peter Henry Kerr (AUS), Rolf Helmut Ludecke (GER) |
| 2000. szeptember 27. 09:30 | (3–3, 2–3, 3–2, 2–1) |      |                    | Játékvezetők: Peter Henry Kerr (AUS), Rolf Helmut Ludecke (GER) |
| 2000. szeptember 27. 09:30 | négy játékos 2       |      | Varga, Kásás 2     | Játékvezetők: Peter Henry Kerr (AUS), Rolf Helmut Ludecke (GER) |

Negyeddöntő
| 2000. szeptember 29. 20:30 | Ausztrália (AUS)     | 3–7 | Jugoszlávia (SCG) | Játékvezetők: Rolf Helmut Ludecke (GER), Gaetan Wilfrid Turcotte (CAN) |
| 2000. szeptember 29. 20:30 | (1–2, 0–2, 1–2, 1–1) |     |                   | Játékvezetők: Rolf Helmut Ludecke (GER), Gaetan Wilfrid Turcotte (CAN) |
| 2000. szeptember 29. 20:30 | Marsden 2            |     | Šapić 3           | Játékvezetők: Rolf Helmut Ludecke (GER), Gaetan Wilfrid Turcotte (CAN) |

Elődöntő
| 2000. szeptember 30. 15:45 | Magyarország (HUN)   | 8–7 | Jugoszlávia (SCG) | Játékvezetők: Peter Henry Kerr (AUS), Rolf Helmut Ludecke (GER) |
| 2000. szeptember 30. 15:45 | (3–2, 2–3, 2–2, 1–0) |     |                   | Játékvezetők: Peter Henry Kerr (AUS), Rolf Helmut Ludecke (GER) |
| 2000. szeptember 30. 15:45 | Kiss 3               |     | Trbojević 5       | Játékvezetők: Peter Henry Kerr (AUS), Rolf Helmut Ludecke (GER) |

Bronzmérkőzés
| 2000. október 1. 15:00 | Spanyolország (ESP)  | 3–8 | Jugoszlávia (SCG) | Játékvezetők: Erhan Tulga (TUR), Andrei Afanasiev (RUS) |
| 2000. október 1. 15:00 | (1–2, 1–2, 1–2, 0–2) |     |                   | Játékvezetők: Erhan Tulga (TUR), Andrei Afanasiev (RUS) |
| 2000. október 1. 15:00 | Estiarte 2           |     | Vujasinović 3     | Játékvezetők: Erhan Tulga (TUR), Andrei Afanasiev (RUS) |

| Csapat            | Helyezés |
| ----------------- | -------- |
| Jugoszlávia (SCG) |          |